# Kenworth T370
Kenworth T370 — середня вантажівка Class 7, що виготовлялась компанією Kenworth в 2008–2021 роках в конфігурації 4×2 або 6×2 з повною масою автомобіля (GVWR) від 26 001 до 66 000 фунтів. Стандартні характеристики включають двигун PACCAR PX-6 потужністю 200 к.с. і 520 фут-фунтів. крутний момент, 8000 фунтів. передня вісь і 11 500 фунтів. задня вісь, гідравлічні гальма, шасі з низькою висотою рами з колесами та шинами 19,5 дюйма, дверні замки з електроприводом, електричні склопідйомники з боку пасажира (опціонально з боку водія) і двері Kenworth DayLite з правим вікном на базі Peterbilt 337 що робить його ідеальним для озеленення, муніципальних послуг, доставки посилок та багато іншого.

## Kenworth T470 (2010-2021)
В 2010 році представлена середня вантажівка Kenworth T470 Class 8.

## Kenworth T380/T480 (з 2021)
В 2021 році представлені середні вантажівки Kenworth T380 і T480, що прийшли на заміну відповідно Kenworth  Т370 і Т470.

## Двигуни
Kenworth T370/T240
- 6.7 l PACCAR PX-7 200 к.с.
- 6.7 l PACCAR PX-7 220-360 к.с.
- 8.9 l PACCAR PX-9 260-380 к.с.

Kenworth T380/T480
- 6.7 l PACCAR PX-7 200-360 к.с.
- 8.9 l PACCAR PX-9 260-450 к.с.
- 8.9 l Cummins L9N 250-320 к.с.